# Caractéristiques des constellations
Les constellations sont des astérismes, c'est-à-dire des constructions purement imaginaires produites par l'esprit humain, et ce depuis la plus haute Antiquité. De même l'imagination vagabondant dans les montagnes, les nuages, les paysages, peut y voir des formes ressemblant, plus ou moins, à des animaux, des personnages, des objets. Ainsi si l'on voit, en pleine montagne, un aigle ou un géant dans un amoncellement de rochers, cet aigle ou ce géant n'existent évidemment pas. En revanche, les rochers qui les représentent ont eux, une existence bien réelle. Ce paradoxe à la fois réel et imaginaire s'applique aux constellations, ce qui peut sembler facile à comprendre intuitivement, difficile à expliquer rationnellement. Malgré ce que dit Montaigne et comme (tenté) d'expliquer supra, construction imaginaire ne veut pas dire absence d'existence réelle (de par les étoiles dont elles sont composées). Purement imaginaires, elles n'en sont pas moins indispensables pour l'étude de notre « banlieue galactique » la plus proche, jusqu'à 20 années lumière environ).

## Dénominations
- À partir du Moyen Âge, le développement des lieux et moyens d'observation permet aux astronomes de décrire nombre de nouvelles constellations. De par le manque de communication entre les hommes de science, il y eut beaucoup de confusion à propos des noms (doublons) et des frontières (chevauchements) des constellations.
- En 1930, l'Union astronomique internationale décida de « couvrir » l'ensemble du ciel par 88 constellations ayant toutes des frontières bien définies. Elle reprit donc l’ensemble des constellations ptolémaïques sauf deux :
  - Antinoüs qui fut rattachée à l’Aigle ;
  - le Navire Argo qui se « désintégra » en quatre constellations.

## Principales caractéristiques des 88 constellations reconnues par l'UAI
| Abrégé | Particularités | Nom français               | Nom latin: accusatif, génitif            | Nom anglais         | Étendue   |  |
| ------ | -------------- | -------------------------- | ---------------------------------------- | ------------------- | --------- |  |
| And    | N, Pt          | Andromède (la princesse)   | Andromeda, Andromedae                    | Daughter of Cepheus | 772 (19)  |  |
| Ant    | S              | Machine pneumatique        | Antlia, Antliae                          | Air Pump            | 239 (62)  |  |
| Apu    | S              | Oiseau de paradis          | Apus, Apodis                             | Bird of Paradise    | 206 (67)  |  |
| Aql    | Eq, Pt         | Aigle                      | Aquila, Aquilae                          | Eagle               | 652 (22)  |  |
| Aqr    | Z, N, H, Pt    | Verseau                    | Aquarius, Aquarii                        | Water Driver        | 980 (10)  |  |
| Ara    | S              | Autel                      | Ara, Arae                                | Altar               | 237 (63)  |  |
| Ari    | N, A, Z, Pt    | Bélier                     | Aries, Arietis                           | Ram                 | 441 (39)  |  |
| Aur    | N              | Cocher                     | Auriga, Aurigae                          | Charioteer          | 657 (21)  |  |
| Boo    | N, H, Pt       | Bouvier                    | Bootes, Bootis                           | Water Bearer        | 907 (13)  |  |
| Cae    | S, H           | Burin                      | Caelum, Caeli                            | Sculptor's Chisel   | 125 (81)  |  |
| Cam    | C              | Girafe                     | Camelopardalis, Camelopardalis           | Giraffe             | 757 (18)  |  |
| Can    | N, Z, Pt       | Cancer                     | Cancer, Cancri                           | Crab                | 506 (31)  |  |
| Cap    | N, A, Z, Pt    | Capricorne                 | Capricornus, Capricorni                  | Sea Goat            | 414 (40)  |  |
| Car    | S              | Carène                     | Carina, Carinae                          | Keel                | 494 (34)  |  |
| Cas    | N, C, Pt       | Cassiopée (la reine)       | Cassiopeia, Cassiopeiae                  | Mother of Andromeda | 598 (25)  |  |
| Cen    | N, Pt          | Centaure                   | Centaurus, Centauri                      | Centaur             | 1 060 (9) |  |
| Cep    | N, C, Pt       | Céphée                     | Cepheus, Cephei                          | King of Ethiopia    | 588 (27)  |  |
| Cet    | A, Pt          | Baleine                    | Cetus, Ceti                              | Whale               | 1 231 (4) |  |
| Cha    | S              | Caméléon                   | Chamaeleon, Chamaeleontis                | Chameleon           | 132 (79)  |  |
| Cir    | S              | Compas                     | Circinus, Circinii                       | Compasses           | 93 (85)   |  |
| CMa    | N, H, Pt       | Grand Chien                | Canis Major, Canis Majoris               | Larger Dog          | 380 (43)  |  |
| CMi    | N, H, Pt       | Petit Chien                | Canis Minor, Canis Minoris               | Smaller Dog         | 183 (87)  |  |
| Cnc    | N, Z, Pt       | Capricorne                 | Capricornus, Capricorni                  | Crab                | 414 (40)  |  |
| Col    | H              | Constellation              | Columba, Columbae                        | Dove                | 270 (54)  |  |
| Com    | N, P           | Chevelure de Bérénice      | Coma Berenices, Comae Berenices          | Berenice's Hair     | 386 (42)  |  |
| CrA    | S, Pt          | Couronne australe          | Corona Australis, Coronae Australis      | Southern Crown      | 128 (80)  |  |
| CrB    | N, Pt          | Couronne boréale           | Corona Borealis, Coronae Borealis        | Northern Crown      | 179 (73)  |  |
| Crt    | S, P, Pt       | Coupe                      | Crater, Crateris                         | Cup                 | 282 (53)  |  |
| Cru    | S              | Croix du Sud               | Crux, Crucis                             | Southern Cross      | 68 (88)   |  |
| Crv    | S, P, Pt       | Corbeau                    | Corvus, Corvi                            | Crow                | 184 (70)  |  |
| CVn    | N, C           | Chiens de chasse           | Canes Venatici, Canum Venaticorum        | Hunting Dogs        | 465 (38)  |  |
| Cyg    | E, Pt          | Cygne                      | Cygnus, Cygni                            | Swan                | 804 (16)  |  |
| Del    | E, Pt          | Dauphin                    | Delphinus, Delphini                      | Dolphin             | 189 (69)  |  |
| Dor    | S              | Dorade                     | Dorado, Doradus                          | Swordfish           | 179 (72)  |  |
| Dra    | S, Pt          | Dragon                     | Draco, Draconis                          | Dragon              | 1 083 (8) |  |
| Equ    | A, Pt          | Petit Cheval               | Equuleus, Equulei                        | Little Horse        | 72 (87)   |  |
| Eri    | H, Pt          | Éridan (le fleuve)         | Eridanus, Eridani                        | River               | 1 138 (6) |  |
| For    | A              | Fourneau                   | Fornax, Fornacis                         | Laboratory Furnace  | 398 (41)  |  |
| Gem    | N, H, Z, Pt    | Gémeaux                    | Gemini, Geminorum                        | Twins               | 514 (30)  |  |
| Gru    | A              | Grue                       | Grus, Gruis                              | Crane               | 366 (45)  |  |
| Her    | N, E, Pt       | Hercule                    | Hercules, Herculis                       | Hercules            | 1 225 (5) |  |
| Hor    | S              | Horloge                    | Horologium, Horologii                    | Clock               | 249 (58)  |  |
| Hya    | N, P, Pt       | Hydre                      | Hydra, Hydrae                            | Sea Serpent         | 1 303 (1) |  |
| Hyi    | S              | Hydre mâle                 | Hydrus, Hydri                            | Water Snake         | 243 (61)  |  |
| Ind    | S              | Indien                     | Indus, Indi                              | American Indian     | 294 (49)  |  |
| Lac    | C              | Lézard                     | Lacerta, Lacertae                        | Lizard              | 201 (68)  |  |
| Lep    | N, H, Pt       | Lièvre                     | Lepus, Leporis                           | Hare                | 290 (51)  |  |
| Leo    | N, P, Z, Pt    | Lion                       | Leo, Leonis                              | Lion                | 947 (12)  |  |
| Lib    | P, Z, Pt       | Balance                    | Libra, Librae                            | Scales              | 538 (29)  |  |
| LMi    | N, P           | Petit Lion                 | Leo Minor, Leonis Minoris                | Smaller Lion        | 232 (64)  |  |
| Lup    | S, Pt          | Loup                       | Lupus, Lupi                              | Wolf                | 334 (46)  |  |
| Lyn    | N, C           | Lynx                       | Lynx, Lyncis                             | Lynx                | 545 (28)  |  |
| Lyr    | N, E, Pt       | Lyre                       | Lyra, Lyrae                              | Lyre                | 286 (52)  |  |
| Men    | S              | Table                      | Mensa, Mensae                            | Table Mountain      | 153 (75)  |  |
| Mic    | S              | Microscope                 | Microscopium, Microscopii                | Microscope          | 210 (66)  |  |
| Mon    | Eq, H          | Licorne                    | Monoceros, Monocerotis                   | Unicorn             | 482 (35)  |  |
| Mus    | S              | Mouche                     | Musca, Muscae                            | Fly                 | 138 (77)  |  |
| Nor    | Eq             | Règle                      | Norma, Normae                            | Carpenter's Square  | 165 (74)  |  |
| Oct    | S              | Octant                     | Octans, Octantis                         | Octant              | 291 (50)  |  |
| Oph    | N, E, , Pt, Z  | Ophiuchus (ou Serpentaire) | Ophiuchus, Ophiuchi                      | Serpent Holder      | 948 (11)  |  |
| Ori    | N, Eq, H, Pt   | Orion (le Chasseur)        | Orion, Orionis                           | Hunter              | 594 (26)  |  |
| Pav    | S              | Paon                       | Pavo,Pavonis                             | Peacock             | 378 (44)  |  |
| Peg    | N, A, Pt       | Pégase (le cheval ailé)    | Pegasus, Pegasi                          | Winged Horse        | 1 121 (7) |  |
| Per    | N, Pt          | Persée (le héros)          | Perseus, Persei                          | Son of Zeus         | 615 (24)  |  |
| Pic    | S              | Peintre                    | Pictor, Pictoris                         | Painter's           | 247 (59)  |  |
| Phe    | S              | Phénix                     | Phoenix, Phoenicis                       | Phoenix             | 469 (37)  |  |
| PsA    | S, Pt          | Poisson austral            | Piscis Austrinus, Piscis Austrini        | Southern Fish       | 245 (60)  |  |
| Psc    | N, A, Pt, Z    | Poissons                   | Pisces, Piscium                          | Easel Fish          | 889 (14)  |  |
| Pup    | S, H           | Poupe                      | Puppis, Puppis                           | Stern               | 673 (20)  |  |
| Pyx    | S, H           | Boussole                   | Pyxis, Pyxidis                           | Mariner's Compass   | 221 (65)  |  |
| Ret    | S, H           | Réticule                   | Reticulum, Reticuli                      | Net                 | 114 (82)  |  |
| Scl    | S, E           | Sculpteur                  | Sculptor, Sculptoris                     | Sculptor's Workshop | 475 (36)  |  |
| Sco    | N, E, Pt, Z    | Scorpion                   | Scorpio, Scorpii                         | Scorpion            | 497 (33)  |  |
| Sct    | E              | Écu de Sobieski            | Scutum, Scuti                            | Shield              | 109 (84)  |  |
| Ser    | Eq, Pt         | Serpent                    | Serpens, Serpentis                       | Serpent             | 637 (23)  |  |
| Sex    | Eq, P          | Sextant                    | Sextans, Sextantis                       | Sextant             | 314 (47)  |  |
| Sge    | N, E, Pt       | Flèche                     | Sagitta, Sagittae                        | Arrow               | 80 (86)   |  |
| Sgr    | Pt, Z          | Sagittaire                 | Sagittarius, Sagittarii                  | Archer              | 867 (15)  |  |
| Tau    | Eq, E, Pt, Z   | Taureau                    | Taurus, Tauri                            | Bull                | 797 (17)  |  |
| Tel    | S, Eq,         | Télescope                  | Telescopium, Telescopii                  | Telescope           | 252 (57)  |  |
| TrA    | S              | Triangle austral           | Triangulum Australe, Trianguli Australis | Southern Triangle   | 110 (83)  |  |
| Tri    | N, Pt          | Triangle                   | Triangulum, Trianguli                    | Triangle            | 132 (78)  |  |
| Tuc    | S              | Toucan                     | Tucana, Tucanae                          | Toucan              | 295 (48)  |  |
| UMa    | N, T, Pt       | Grande Ourse               | Ursa Major, Ursae Majoris                | Larger Bear         | 1 280 (3) |  |
| UMi    | N, C, Pt       | Petite Ourse               | Ursa Minor, Ursae Minoris                | Smaller Bear        | 256 (56)  |  |
| Vir    | N, Pt, Z       | Vierge                     | Virgo, Virginis                          | Virgin              | 1 294 (2) |  |
| Vel    | S              | Voiles                     | Vela, Velorum                            | Sail                | 500 (32)  |  |
| Vol    | S              | Poisson volant             | Volans, Volantis                         | Flying Fish         | 141 (76)  |  |
| Vul    | N              | Petit Renard               | Vulpecula, Vulpeculae                    | Fox                 | 268 (55)  |  |

- Abréviations : C = Circumpolaire ; Eq = Equatoriale; N = Boréale (Nord), S = Australe (Sud) ; Z = Zodiacale; Pt = mentionnée par Ptolémée.
- Observable en : A = Automne ; H = Hiver ; P = Printemps ; E = Eté; T = Toute l'année.
- Étendue = en degrés carrés (rang entre parenthèses) Le ciel contient 41 253 degrés carrés.

## Sources principales
- UAI
- Dictionnaire de l'astronomie et de l'espace - Éditions Larousse
- Astronomia - Éditions Fabbri
- RedShift 3 - Alsyd
- SkyMap Pro 6 - C. A. Marriott
- Allo - Radio - Canada (émission 275)